# Provincia Capitán Prat
Capitán Prat es una provincia chilena perteneciente a la Región de Aysén del General Carlos Ibáñez del Campo, y que limita al norte con las provincias de Aysén y General Carrera, al sur con la provincia de Última Esperanza, al este con la provincia de Santa Cruz (República Argentina), y al oeste con el océano Pacífico. Su capital es Cochrane. Tiene una superficie de 37 247,2 km² y una población de 3837 habitantes.

## Economía
En 2018, la cantidad de empresas registradas en la provincia Capitán Prat fue de 85. El Índice de Complejidad Económica (ECI) en el mismo año fue de -1,55, mientras que las actividades económicas con mayor índice de Ventaja Comparativa Revelada (RCA) fueron Grandes Establecimientos de Venta de Alimentos, Hipermercados (66,98), Otros Tipos de Hospedaje Temporal como Camping, Albergues, Posadas, Refugios (11,17) y Fabricación de Otros Artículos de Plástico (8,65).

## Toponimia
El nombre de la provincia está dado en referencia al capitán Arturo Prat, héroe naval chileno.

## Comunas pertenecientes a la provincia Capitán Prat
La provincia está constituida por 3 comunas:
- Cochrane;
- O'Higgins;
- Tortel.

## Autoridades
Las autoridades son nombradas directamente por el Presidente de la República y se mantienen en su cargo mientras cuenten con su confianza.

### Gobernadores Provinciales (1990-2021)

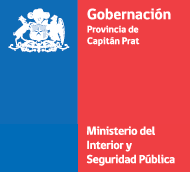
Logotipo de la Gobernación de la Provincia de Capitán Prat hasta 2021.

Los siguientes fueron los gobernadores provinciales de Capitán Prat.
| Gobernador(a)                  | Partido             | Partido | Inicio                   | Final                    | Presidente(a)     | Presidente(a)           |
| ------------------------------ | ------------------- | ------- | ------------------------ | ------------------------ | ----------------- | ----------------------- |
| José Nelson Barría Navarro     |                     | PDC     | 11 de marzo de 1990      | 11 de marzo de 1994      |                   | Patricio Aylwin         |
| Oscar Orlando Real Hermosilla  |                     | PPD     | 1994                     | 11 de marzo de 2000      |                   | Eduardo Frei Ruíz-Tagle |
| Jorge Solís Vidal              |                     | PDC     | 11 de marzo de 2000      | 28 de diciembre de 2001  |                   | Ricardo Lagos           |
| Cristián Núñez                 |                     | PDC     | 28 de diciembre de 2001  | 22 de agosto de 2004     |                   | Ricardo Lagos           |
| Miguel Aravena Torres          |                     | PDC     | 22 de agosto de 2004     | 11 de marzo de 2006      |                   | Ricardo Lagos           |
| Miguel Aravena Torres          | 11 de marzo de 2006 | PDC     | 15 de junio de 2008      |                          | Michelle Bachelet |                         |
| Hugo Fernando Pérez Gallegos   |                     | PDC     | 15 de junio de 2008      | 11 de marzo de 2010      | Michelle Bachelet |                         |
| Ana María Mora Araneda         |                     | RN      | 17 de marzo de 2010      | 11 de marzo de 2014      |                   | Sebastián Piñera        |
| Jorge Eduardo Calderón Núñez   |                     | PRSD    | 11 de marzo de 2014      | 13 de julio de 2015      |                   | Michelle Bachelet       |
| Gloria Aguilar de la Torre (s) |                     | PRSD    | 14 de julio de 2015      | 4 de enero de 2016       |                   | Michelle Bachelet       |
| José Humberto Marín Leiva      |                     | PPD     | 4 de enero de 2016       | 11 de marzo de 2018      |                   | Michelle Bachelet       |
| Luis Ignacio Báez Chavarría    |                     | UDI     | 11 de marzo de 2018      | 14 de septiembre de 2019 |                   | Sebastián Piñera        |
| Gustavo Márquez Cadagán        |                     | UDI     | 17 de septiembre de 2019 | 14 de julio de 2021      |                   | Sebastián Piñera        |

### Delegado Presidencial Provincial (Desde 2021)

Logotipo de la Delegación Presidencial Provincial de Capitán Prat desde 2021.

Nuevo cargo que reemplaza la figura de Gobernador provincial.
| Delegado(a)             | Partido | Partido | Inicio              | Final               | Presidente(a) | Presidente(a)    |
| ----------------------- | ------- | ------- | ------------------- | ------------------- | ------------- | ---------------- |
| Gustavo Márquez Cadagán |         | UDI     | 14 de julio de 2021 | 11 de marzo de 2022 |               | Sebastián Piñera |
| Marta Montiel Alarcón   |         | PPD     | 11 de marzo de 2022 | En el cargo         |               | Gabriel Boric    |
| Marta Montiel Alarcón   |         | PPD     | 11 de marzo de 2022 | En el cargo         |               | Gabriel Boric    |